# パラタングステン酸アンモニウム
パラタングステン酸アンモニウム（Ammonium paratungstate, APT）は、タングステン酸のアンモニウム塩である。化学式は、(NH4)10(H2W12O42)・4H2O。
パラタングステン酸アンモニウムは鉱石からタングステンを分離するときに合成される。パラタングステン酸アンモニウムは600℃で分解すると酸化タングステン(VI)が残り、これを水素で還元することにより単体のタングステンの粉末を得る。ここで生成したタングステンは、ワイヤーや棒状に加工される。